# آستین بیسیس
آستین بیسیس (انگلیسی: Austin Basis؛ زادهٔ ۱۴ سپتامبر ۱۹۷۶) یک هنرپیشه اهل ایالات متحده آمریکا است. وی از سال ۲۰۰۲ میلادی تاکنون مشغول فعالیت بوده‌است.

## گزیده فیلمشناسی
از فیلم‌ها یا برنامه‌های تلویزیونی که وی در آن نقش داشته‌است می‌توان به آثار زیر اشاره کرد.
- مخاطره (فیلم ۲۰۰۵) (۲۰۰۵)
- دختر پرروی من (۲۰۰۸)
- آن سر خط (۲۰۰۸)
- جی. ادگار (۲۰۱۱)
- ثروت بادآورده (۲۰۰۶)
- سوپرنچرال (۲۰۰۸)
- ان‌سی‌آی‌اس (۲۰۰۸)
- زیاد ذوق‌زده نشو (۲۰۰۹)
- آناتومی گری (مجموعه تلویزیونی) (۲۰۱۲)
- لوسیفر (۲۰۱۸)